# Federico Pedini Amati
Federico Pedini Amati (ur. 11 sierpnia 1976) – sanmaryński polityk, kapitan regent San Marino od 1 kwietnia do 1 października 2008.
Federico Pedini Amati jest członkiem Partii Socjalistów i Demokratów (Partito dei Socialisti e dei Democratici). 1 kwietnia 2008 razem z Rosą Zafferani został wybrany kapitanem regentem i urząd sprawował do 1 października 2008.